# Хилтнер, Уильям Альберт
Уильям Альберт Хилтнер (англ. William Albert Hiltner, 27 августа 1914 — 30 сентября 1991) — американский астроном.

## Биография
Родился в штате Огайо, в 1937 окончил университет в Толидо, продолжал образование в Мичиганском университете. В 1943—1971 работал в Йеркской обсерватории (в 1963—1966 — директор), с 1955 — профессор Чикагского университета. В 1971—1982 — профессор астрономии и заведующий кафедрой Мичиганского университета, а также директор Детройской обсерватории. Основал обсерваторию MDM в Аризоне, где установлен телескоп, названный в его честь.
Основные труды в области звёздной спектроскопии и электрофотометрии. В 1948 совместно с Дж. Холлом открыл линейную межзвёздную поляризацию света звёзд, опубликовал первые каталоги поляризации света звёзд (в 1956 — каталог 1259 звёзд); исследовал связь между степенью поляризации и величиной межзвёздного поглощения света. Выполнил большие ряды фотоэлектрических наблюдений звёзд. Создал совместно с Р. Уильямсом известный «Фотометрический атлас звёздных спектров» (1946). Много занимался конструированием электрофотометров, спектрофотометров, электронно-оптических преобразователей для астрономических целей.
Был редактором тома «Методы астрономии» серии «Звёзды и звёздные системы» (1962).
В его честь назван астероид № 4924.

## Публикации
- Хилтнер В. А. Электронно-оптические преобразователи для астрономической фотографии. — В книге:Методы астрономии. — Москва: Мир, 1967.
- Хилтнер В. А. Поляризационные измерения.- В книге:Методы астрономии. — Москва: Мир, 1967.